# Bé Udink
Berend Jan (Bé) Udink (Deventer, 12 februari 1926 – Goedereede, 24 mei 2016) was een Nederlands politicus voor de Christelijk-Historische Unie (CHU) en ondernemer. Na zijn politieke loopbaan was hij topfunctionaris bij OGEM.

## Politiek

### Ontwikkelingshulp
Udink was een econoom die op 3 april 1967 op zijn autoradio toevallig hoorde dat hij minister voor Ontwikkelingssamenwerking zou worden in het kabinet-De Jong, hoewel hij beoogd minister-president Piet de Jong nog nooit had ontmoet. Hij wist een begrotingsnorm van één procent ontwikkelingshulp vast te leggen door met aftreden te dreigen. 

### Partijleider en lijsttrekker
Van 1970 tot 1971 leidde hij de CHU. Voor de verkiezingen van 1971 voerde hij een campagne waarin 'law and order' centraal stond. Na de verkiezingen zat hij kortstondig in de Tweede Kamer.

### Volkshuisvesting
Vervolgens was hij van 1971 tot 1973 minister van Volkshuisvesting en eveneens vanaf 1972 minister van Verkeer en Waterstaat in de kabinetten Biesheuvel I en Biesheuvel II. Hij voerde de huurharmonisatie in waarop de linkse oppositie hem fel aanviel. In 1972 lanceerde minister Udink het Rijksspreidingsbeleid dat beoogde instanties van het Rijk naar provincies te verplaatsen.  Tevens was er het doel opgenomen de kantorensector in het Haagse af te remmen. Dit beleid was het vervolg op een rapport van de Commissie Spreiding Rijksinstellingen uit 1961. In de tien à twaalf jaar na 1972 plaatste het Rijk 16.000 Haagse ambtenaren over naar provinciesteden als Apeldoorn, Groningen, Zwolle, Enschede en Heerlen. Het ging om ca. 16.000 gezinnen, met in totaal ca. 50.000 tot 60.000 welvarende inwoners. Diensten van het Ministerie van Defensie gingen de provincie in; de Centrale Directie van de PTT (toen nog een Rijksdienst) verhuisde naar Groningen en de Topografische dienst naar Emmen. Voor Den Haag had dit tot gevolg dat het inwonertal drastisch daalde en vooral middenklassegezinnen de stad uit trokken. Met de verplaatsing van Rijksdiensten werd beoogd de provincies juist een impuls te geven.

## OGEM
Na zijn ministerschap speelde Udink een belangrijke rol bij het OGEM-concern. In 1973 kwam hij bij OGEM in dienst en was verantwoordelijk voor de internationale activiteiten. In januari 1978 werd hij president-directeur, hij volgde Karel Fibbe op die acht jaar lang leiding aan OGEM had gegeven. Onder Fibbe en Udink groeide OGEM zeer snel, mede door veel overnames, in 1979 telde het bedrijf zo'n 20.000 medewerkers. 
Begin 1980 nam Udink ontslag, of hij werd ontslagen, na zwaar tegenvallende resultaten. Hem werd verder verweten de zaken te rooskleurig te hebben voorgesteld. Over het eerste halfjaar van 1979 werd een winst van 11 miljoen gulden gerapporteerd, terwijl intern al een verlies van ruim 30 miljoen gulden voor het hele jaar werd verwacht. Een onderzoeksrapport van professor Kuin legde diverse problemen van OGEM en de rol van Udink daarin bloot. De problemen in de bouwdivisie van OGEM werd te laat onderkend en de mislukte overname van het Duitse Beton- und Munierbau had veel geld gekost. Kort na de overname ging dit bedrijf failliet, omdat een grondig boekenonderzoek niet nodig was volgens Udink. Het besluit van OGEM om het aandelenbelang in het verlieslijdende Lindeteves-Jacoberg in 1974 naar 100% te verhogen was ook ongelukkig. Over zijn vertrekregeling is nog gesteggeld, maar na dreiging met een rechtszaak kreeg Udink een afvloeiingsregeling ter waarde van 1,5 miljoen gulden.

## Trivia
Eind maart 1977 werd Udink op de luchthaven van New York in de boeien geslagen, nadat hij tegen personeel met betrekking tot een pakket dat hij bij zich droeg voor de grap had gezegd: "Pas op, er zit een bom in." De politie werd daarop meteen gealarmeerd. Door toedoen van de Nederlandse ambassade kwam hij weer vrij met een boete van duizend dollar vanwege het geven van valse informatie  en een aantekening in het strafregister.
- Biografisch Portaal: 91040239
- Gemeinsame Normdatei: 142763497
- International Standard Name Identifier: 0000 0001 0678 3243
- Library of Congress Control Number: n80042479
- Nederlandse Thesaurus van Auteursnamen: 071381953
- Parlement.com: vg09llihmis2
- Système universitaire de documentation: 244268738
- Virtual International Authority File: 91779205
- WorldCat: E39PBJqVXtBPVTT3TtyQbJGyh3